# Aion RT
Aion RT – elektryczny samochód osobowy klasy średniej produkowany pod chińską marką Aion od 2024 roku.

## Historia i opis modelu

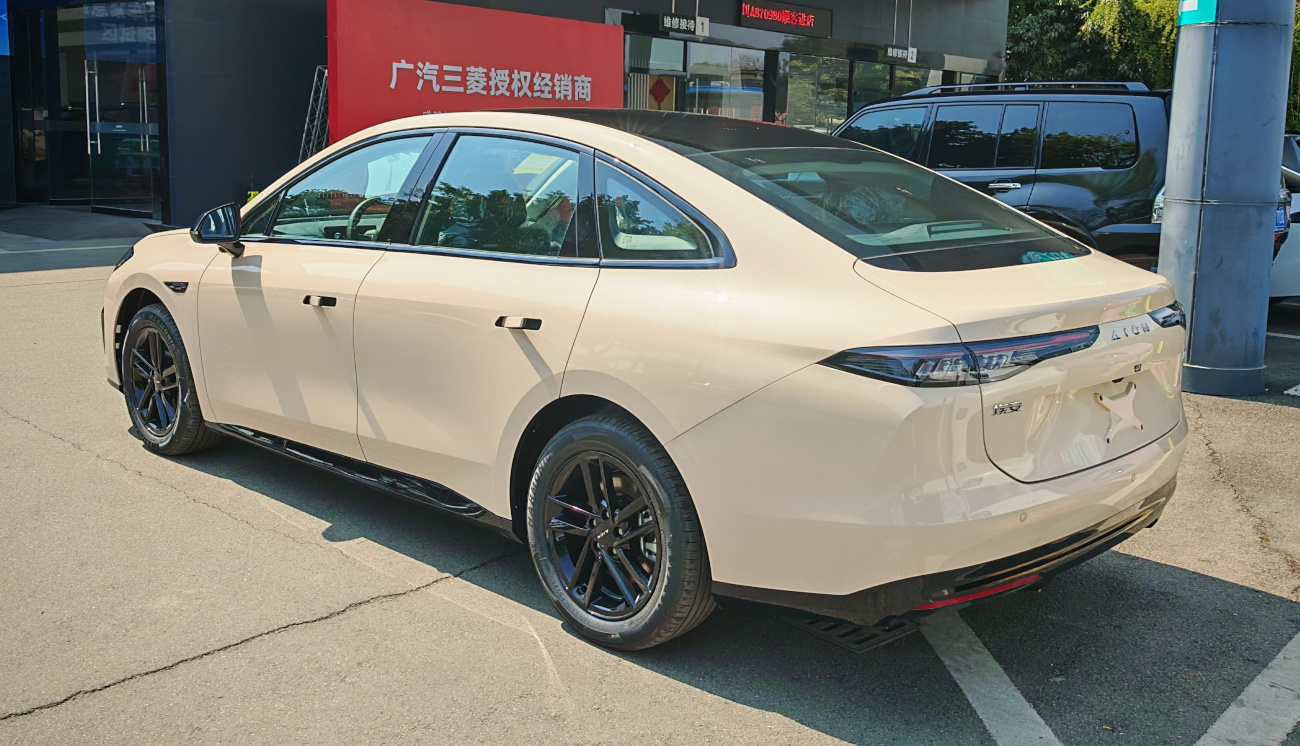
Aion RT - tył

We wrześniu 2024 roku GAC Aion, skoncentrowany na samochodach elektrycznych oddział koncernu GAC Group, przedstawił nowy, flagowy model w ofercie - średniej wielkości limuzynę Aion RT opartą na platformie AEP 3.0. Jako kolejny produkt po crossoverze Aion V, samochód całkowicie pozbawiono logotypów i oznaczeń GAC, utrzymując go w nowym języku stylistycznym. 
Samochód scharakteryzował się smukłymi proporcjami i ostrymi liniami, bliskim modelom bratniej marki Hyptec, na czele ze spiczastym przodem z owalnymi refletorami i podłużnym tyłem zwieńczonym wąskimi, podłużnymi lampami. Na krawędzi przedniej szyby i przeszklonego dachu znalazł się LiDAR tworzący system półautonomicznej jazdy, który wsparł zestaw trzech czujników mikrofalowych i 11 kamer rozlokowanych m.in. po przednich błotnikach.
Kabina pasażerska utrzymana została w konwencji łączącej kontrastujące barwy materiałów wykończeniowych, a także minimalistyczny układ sterowania i proste, symetryczne formy. Przed dwuramienną kierownicą znalazł się 8,8-calowy ekran cyfrowych wskaźników, a centralnie ulokowano 14,6-calowy dotykowy ekran systemu multimedialnego. Przednie fotele wyposażono w system całkowitego składania oparcia, a wnętrze doświetla podwójne okno dachowe.

### Sprzedaż
Aion RT zbudowany został głównie z myślą o rodzimym rynku chińskim, gdzie jego sprzedaż rozpoczęła się pod koniec września 2024 roku. Najtańszy wariant średniej wielkości sedana wyceniony został na 119 800 juaów, za to topowa odmiana - 169 800 juanów.

### Dane techniczne
Aion RT wyposażony został w pełni elektryczny układ napędowy tworzony przez dwa rodzaje silników do wyboru: 201-konny lub 221-konny. Akumulatory dostarczane przez rodzimą firmę CATL przyjęły pojemność: 55,1 kWh z maksymalnie 520 kilometrów zasięgu CLTC lub 68,1 kWh i do 650 kilometrów zasięgu maksymalnego według chińskiej normy pomiarowej CLTC.